# Mensajes (maxi)
«Mensajes» es un maxisencillo en estudio de la banda argentina de rock Miguel Mateos/ZAS, fue publicado en 1986

## Lista de canciones
Todas las canciones fueron compuestas por Miguel Mateos.
1. Mensajes en la radio (4:40)
2. Peleando por tu amor (5:50)

## Músicos
- Miguel Mateos: voz principal y coros, sintetizadores
- Alejandro Mateos: batería híbrida y caja de ritmos.
- Raúl Chevalier: bajo.
- Eduardo (Chino) Sanz: guitarra eléctrica.
- Julio Lala: sintetizadores, secuenciador y sampler.

- Datos: Q6010313